# Candy (Vlaamse meidengroep)
Candy was eind jaren 90 een Vlaamse meisjesgroep met een voornamelijk Nederlandstalig pop-dancerepertoire.

## Biografie
In 1996 bestond het meisjestrio uit een blonde leadzangeres en twee donkerharige leden: Melina Vissers, Edwige Veermeer en Kelly De Bock. Hun bekendste lied was 'Kon ik maar even' een cover van 'Guajira Guantanamera'. In hetzelfde jaar volgende nog 'Bel me' en 'Kom wat dichter'. Van iedere lied werden meerdere afwisselende mix versies opgenomen en vrij gegeven.
In 1997 werd in de nieuwe samenstelling opnieuw gekozen voor de blonde leadzangers Melina Vissers en twee donkerharige leden met name Nathalie Lobué en Sofie.
De groep bracht nog 'Sugar Me' uit dat samen met de nummers uit 1996 verscheen op een EP 'Candy Album'.
Nathalie Lobué zou in 1998 Petra Lerutte opvolgen in het Vlaamse duo Sha-Na, een andere meisjesgroep van Raymond Felix.

### Bezettingen
1. 1996: Melina Vissers, Edwige Veermeer en Kelly De Bock
2. 1997: Melina Vissers, Nathalie Lobué en Sofie

## Media

### Televisie
- 1996 Tien om te zien - Blankenberge en Studio Manhattan met 'Kon ik maar even'[4]

### Discografie
| Single met hitnotering(en) in de Vlaamse Ultratop 50 | Datum van verschijnen | Datum van binnenkomst | Hoogste positie  | Aantal weken     | Opmerkingen                                                   |
| Eerste bezetting                                     | Eerste bezetting      | Eerste bezetting      | Eerste bezetting | Eerste bezetting | Eerste bezetting                                              |
| ---------------------------------------------------- | --------------------- | --------------------- | ---------------- | ---------------- | ------------------------------------------------------------- |
| Kon ik maar even                                     | 1996                  | 06/04/1996            | 37               | 6                | Melina, Kelly en Edwige Cover van Guajira Guantanamera        |
| Bel me (Ooh Wee Ooh )                                | 1996                  | 13/07/1996            | 36               | 1                | Melina, Kelly en Edwige                                       |
| Call me                                              | 1996                  | -                     |                  |                  | Melina, Kelly en Edwige                                       |
| Kom wat dichter                                      | 1996                  | -                     |                  |                  | Melina, Kelly en Edwige                                       |
| Tweede bezetting                                     |                       |                       |                  |                  |                                                               |
| Sugar me                                             | 1997                  | -                     |                  |                  | Melina, Nathalie en Sofie Cover van Lynsey De Paul - Sugar Me |

### Albums
| Album met hitnotering(en) in de Vlaamse Ultratop 200 albums | Datum van verschijnen | Datum van binnenkomst | Hoogste positie | Aantal weken | Opmerkingen |
| ----------------------------------------------------------- | --------------------- | --------------------- | --------------- | ------------ | ----------- |
| Candy Album                                                 | 1997                  | -                     |                 |              |             |